# Seznam madžarskih divizij druge svetovne vojne
Seznam madžarskih divizij druge svetovne vojne.

## Pehotne
- 6. pehotna divizija
- 7. pehotna divizija
- 10. pehotna divizija
- 12. pehotna divizija
- 13. pehotna divizija
- 16. pehotna divizija
- 20. pehotna divizija
- 24. pehotna divizija
- 25. pehotna divizija
- 27. pehotna divizija

## Oklepne
- 1. oklepna divizija
- 2. oklepna divizija
- 1. oklepna poljska divizija

## Lahke
- 1. lahka divizija
- 4. lahka divizija
- 11. lahka divizija
- 14. lahka divizija
- 15. lahka divizija
- 17. lahka divizija
- 21. lahka divizija
- 22. lahka divizija
- 26. lahka divizija
- 102. lahka divizija
- 108. lahka divizija
- 201. lahka divizija

## Rezervne
- 5. rezervna divizija
- 9. rezervna divizija
- 12. rezervna divizija
- 18. rezervna divizija
- 19. rezervna divizija
- 23. rezervna divizija

## Nadomestne
- 2. nadomestna divizija
- 3. nadomestna divizija
- 4. nadomestna divizija
- 5. nadomestna divizija
- 6. nadomestna divizija
- 7. nadomestna divizija
- 8. nadomestna divizija
- 9. nadomestna divizija

## Druge
- Divizija Szt. Laszlo
- 1. huzarska divizija
- 9. graničarska divizija